# Мирахмедов, Садык Мирахмедович
Садык Мирахмедович Мирахме́дов (1926—1988) — советский и узбекский генетик и селекционер.

## Биография
Родился 21 августа 1926 года в Ташкенте.
В 1945 году поступил в Ташкентский сельскохозяйственный институт, который он окончил в 1950 году. С 1954 по 1964 год работал в Институте генетики и физиологии растений. В процессе работы в данном институте, к нему пришла идея создания Института экспериментальной биологии растений, и когда новый институт в 1964 году распахнул свои двери, Садыку Мирахмедову предложили возглавить созданный им институт, но он по какой-то причине отказался и захотел устроиться на какую-то другую должность и с 1964 по 1976 год в созданном им институте, он заведовал лабораторией генетики вилтоустойчивости хлопчатника. В 1976 году был избран директором ВНИИ селекции и семеноводства хлопчатника, данную должность он занимал вплоть до 1987 года. С 1987 по 1988 год занимал должность научного консультанта лаборатории сортов хлопчатника с IV типом волокна в этом же ВНИИ.
Умер 18 июня 1988 года.

## Научные работы
Основные научные работы посвящены исследованиям генетической природы вилтоустойчивости хлопчатника и созданию его вилтоустойчивых сортов. Автор 100 научных работ и 6 свидетельств на изобретения.
- Разработал новый метод селекции хлопчатника.

## Членство в обществах
- 1978-88 — Академик ВАСХНИЛ.

## Награды и премии
- орден Знак Почёта.
- орден Ленина.
- орден Трудового Красного Знамени.
- Государственная премия СССР (1973) — за создание вилтроустойчивых сортов хлопчатника и внедрение их в производство
- 3 научных медали.
- доктор сельскохозяйственных наук,
- заслуженный деятель науки Узбекской ССР.